# Marle (Familien)
Familien mit dem Namen Marle waren im mittelalterlichen Frankreich zahlreich, ohne dass verwandtschaftliche Verhältnisse feststellbar wären. Einige stammen wohl aus Marle in der Picardie, andere aus der Normandie, die mit Bedeutung hatten sich in Paris niedergelassen.

## Die Herren von Versigny
Der Gründer der Familie ist der aus Marle nach Paris gekommene Henri Le Corgne, der seinen Status durch Ehen seiner Töchter mit anderen Conseillers au Parlement konsolidierte.
1. Henri I. Le Corgne, dit de Marle, * um 1360 in Marle, † 12. Juni 1418 im Gefängnis in Paris, vermutlich ein Nachfahre von Jean de Marle, der 1291 Prévôt de Paris war, Seigneur de Versigny, Doktor in Zivilrecht, Ritter, 1383 Vogt des Bischofs von Paris, ab 1385 Avocat au Parlement, 1394 Président au Parlement, ohne zuvor Conseiller gewesen zu sein, 1403 Premier Président au Parlement de Paris; Gesandter in Avignon und Aragon; 8. August 1413 von den Armagnacs zum Kanzler von Frankreich gemacht, am 29. Mai 1418 von den Burgundern (Jean de Villiers de L’Isle-Adam) gefangen genommen, in der Grosse Tour des Palais de la Cité eingekerkert, bei einem Aufstand des Pariser Mobs ermordet; ⚭ Mahaut Le Barbier
  1. Jean de Marle, † 14. Juni 1418 in Gefängnis in Paris, Kleriker, Jurist in kanonischem und Privatrecht, Conseiller clerc[1] au Parlement, Maître des requêtes, 1414 Bischof von Coutances, gemeinsam mit seinem Vater ermordet
  2. Arnaud de Marle, † April 1456, Seigneur de Versigny, Seigneur du Grand-Tournebus, 22. September 1412 Conseiller lai[2] au Parlement de Paris, 19. April 1414 Maître des requêtes, 1418 mit dem Parlement in Poitiers, 1444 Président à mortier du Parlement; ⚭ (1) Jeanne Blanchet; ⚭ (2) Martine Boucher, Tochter von Bureau Boucher, Seigneur de Piscop, und Gillette Raguier, Dame d’Orsay
    1. Jean de Marle, Seigneur de Versigny; ⚭ (Ehevertrag 31. Dezember 1472) Anne du Drac, Dame de Beaubourg et de Clotomont[3], Tochter von Gilles du Drac, Écuyer, Vicomte d’Ay, Seigneur de Beaubourg et Clotomont, et d’Adenette Thiboust  
      1. Christophe de Marle, * um 1485, † 1555, Seigneur de Versigny (en partie), Beaubourg et Clotemont (Closemont), Conseiller au Parlement, Kanoniker in Avranches
      2. Claude de Marle de Versigny; ⚭ 1520 Augustin de Thou, † 6. März 1554, Seigneur de Bonneuil-en-France, Président au Parlement
        1. Nicolas de Thou, * 1528, † 5. November 1598, 1573 Bischof von Chartres, krönt Heinrich IV. zum König von Frankreich
        2. Nicole de Marle de Versigny; ⚭ (Ehevertrag 20. November 1520) René Hector, Seigneur de Perreuse, Sohn von Robert Hector und Marguerite de Rueil, Dame de Perreuse – Nachkommen die Familie Hector de Marle

    2. (1) Henri II. de Marle, † 1518 in Paris, Chevalier, Seigneur de Versigny et Luzancy, 18. Mai 1442 Conseiller lai au Parlement, 1447 Maître des requêtes, 1455 Maître des requêtes de l’Hôtel, 1465 Premier Président du Parlement de Toulouse; ⚭ Jeanne de Cambray, Tochter von Adam de Cambray, Premier Président du Parlement
      1. Jérôme de Marle, Seigneur de Luzancy et de Versigny (en partie); ⚭ (1) Charlotte Le Breton, Dame d’Arcis-le-Ponsart; ⚭ (2) Philippa Laurens 
        1. (1) Pierre de Marle, † 1531, Ritter, Vicomte d’Arcis-Le-Ponsart; ⚭ Anne de Refuge – Nachkommen: die Vicomtes d’Arcis-Le-Ponsart
        2. (2) Guillaume de Marle, † 1594, Seigneur de Versigny (en partie), Maître d’Hôtel du Roi; ⚭ 3. Februar 1527 Radegonde Bourdelot – Nachkommen: die Seigneurs d’Orcheux

      2. Claude de Marle; ⚭ Jacques d’Allegrain, * um 1475, Écuyer, Seigneur d’Amblainvilliers, Dians et Biennes, Conseiller au Parlement de Paris

    3. (2) Marguerite de Marle; ⚭ Pierre Hennequin, Seigneur de Mathau(x), Blives, Bernonville, Saint-Utin-des-Grèves et Sermoise, Avocat au Parlement
2. Guillaume de Marle, † 1422, Kleriker, Doktor in Zivilrecht, Dekan von Senlis, 1400 Conseiller clerc au Parlement, 1418 mit dem Parlement in Poitiers

## Die Échevins de Paris
1. Jean de Marle, † 12. Januar 1462, Bürger von Paris, Geldwechsler und Kaufmann, Wein- und Salzgroßhändler, Échevin de Paris 1442–1444 und 1449–1451, Contrôleur général des aides pour l'Outre-Seine 1454–1461
  1. Germain de Marle, 2. Hälfte 15. Jahrhundert, Kaufmann in Paris, Geldwechsler, Salzhändler, Échevin de Paris 1474–1480, Maître générale des Monnaies 1476, wurde von François Villon mit einem scherzhaften Vermächtnis bedacht
  2. Jean de Marle, 2. Hälfte 15. Jahrhundert, Geldwechsler, Avocat au Parlement, Échevin de Paris 1499–1501

## Weblink
- Etienne Pattou, Les familles Marle (online, abgerufen am 6. August 2019)